# Lamyra vorax
Lamyra vorax là một loài ruồi trong họ Asilidae. Lamyra vorax được Loew miêu tả năm 1858.